# 第52回カンヌ国際映画祭
第52回カンヌ国際映画祭（だい52かいカンヌこくさいえいがさい）は、1999年5月12日から5月23日にかけて開催された。

## 受賞結果
- パルム・ドール：『ロゼッタ』（ジャン＝ピエール&リュック・ダルデンヌ）
- グランプリ：『ユマニテ』（ブリュノ・デュモン）
- 審査員賞：『クレーヴの奥方』（マノエル・デ・オリヴェイラ）
- 監督賞：ペドロ・アルモドバル（『オール・アバウト・マイ・マザー』）
- 男優賞：エマニュエル・ショッテ（『ユマニテ』）
- 女優賞：エミリー・ドゥケンヌ（『ロゼッタ』）、セブリーヌ・カネル（『ユマニテ』）
- 脚本賞：ユーリー・アラボフ（『モレク神』）
- カメラ・ドール：ムラリ・ナイール（『死の玉座』）
- ある視点賞：『ビューティフル・ピープル』（ジャスミン・ディズダー）

## 審査員

### コンペティション部門
- 審査委員長
  - デヴィッド・クローネンバーグ（カナダ/監督）
- 審査員
  - アンドレ・テシネ（フランス/監督）
  - バーバラ・ヘンドリックス（スウェーデン/オペラ歌手）
  - ドミニク・ブラン（フランス/女優）
  - ドリス・ドゥリー（ドイツ/監督）
  - ジョージ・ミラー（オーストラリア/監督）
  - ホリー・ハンター（アメリカ/女優）
  - ジェフ・ゴールドブラム（アメリカ/俳優）
  - マオリツィオ・ニケッティ（イタリア/監督）
  - ヤスミナ・レザ（フランス/作家）

### ある視点部門
- 審査委員長
  - ランバート・ウィルソン（フランス/俳優）

### カメラ・ドール部門
- 審査委員長
  - ミシェル・ピコリ（フランス/俳優）

### 短編部門
- 審査委員長
  - トマス・ヴィンターベア（デンマーク/監督）
- 審査委員
  - セドリック・クラピッシュ（フランス/監督）
  - グレタ・スカッキ（イタリア/女優）
  - ウォルター・サレス（ブラジル/監督）
  - ヴィルジニー・ルドワイヤン（フランス/女優）

## 上映作品

### コンペティション部門
| 題名 原題                                                                                     | 監督                                                                 | 製作国                                  |
| --------------------------------------------------------------------------------------------- | -------------------------------------------------------------------- | --------------------------------------- |
| 8 1/2の女たち 8 ½ Women                                                                       | ピーター・グリーナウェイ                                             | イギリス オランダ ルクセンブルク ドイツ |
| クレイドル・ウィル・ロック Cradle Will Rock                                                   | ティム・ロビンス                                                     | アメリカ合衆国                          |
| 大佐に手紙は来ない El Coronel no tiene quien le escriba                                       | アルトゥーロ・リプスタイン                                           | メキシコ フランス スペイン              |
| フェリシアの旅 Felicia's Journey                                                              | アトム・エゴヤン                                                     | カナダ イギリス                         |
| キシュ島の物語 Ghessé hayé kish                                                               | アボルファズル・ジャリリ ナセール・タグヴァイ モフセン・マフマルバフ | イラン                                  |
| ゴースト・ドッグ Ghost Dog                                                                    | ジム・ジャームッシュ                                                 | アメリカ合衆国                          |
| 始皇帝暗殺 荊軻刺秦王                                                                         | チェン・カイコー                                                     | 中国 日本 フランス                      |
| カドッシュ Kadosh                                                                             | アモス・ギタイ                                                       | イスラエル フランス                     |
| 菊次郎の夏                                                                                    | 北野武                                                               | 日本                                    |
| ユマニテ L'humanité                                                                           | ブリュノ・デュモン                                                   | フランス                                |
| La Balia                                                                                      | マルコ・ベロッキオ                                                   | イタリア                                |
| クレーヴの奥方 La lettre                                                                      | マノエル・デ・オリヴェイラ                                           | ポルトガル フランス スペイン            |
| 見出された時-「失われた時を求めて」より- Le temps retrouvé, d'après l'oeuvre de Marcel Proust | ラウル・ルイス                                                       | フランス イタリア ポルトガル            |
| 最果ての地 Limbo                                                                              | ジョン・セイルズ                                                     | アメリカ合衆国                          |
| モレク神 Молох                                                                                | アレクサンドル・ソクーロフ                                           | ロシア ドイツ 日本他                    |
| 幸せな日々 Nos vies heureuses                                                                 | ジャック・マイヨ                                                     | フランス                                |
| ポーラX Pola X                                                                                | レオス・カラックス                                                   | フランス スイス ドイツ 日本             |
| ロゼッタ Rosetta                                                                              | ジャン＝ピエール&リュック・ダルデンヌ                                | ベルギー フランス                       |
| ストレイト・ストーリー The Straight Story                                                     | デヴィッド・リンチ                                                   | アメリカ合衆国                          |
| 天上の恋歌 天上人间                                                                           | ユー・リクウァイ                                                     | 香港                                    |
| オール・アバウト・マイ・マザー Todo sobre mi madre                                            | ペドロ・アルモドバル                                                 | スペイン                                |
| ひかりのまち Wonderland                                                                       | マイケル・ウィンターボトム                                           | イギリス                                |

### ある視点部門
| 題名 原題                                             | 監督                           | 製作国                         |
| ----------------------------------------------------- | ------------------------------ | ------------------------------ |
| 神の結婚 As Bodas de Deus                             | ジョアン・セーザル・モンテイロ | ポルトガル フランス            |
| 孔雀 KUJAKU Away with Words                           | クリストファー・ドイル         | 香港 日本                      |
| ビューティフル・ピープル Beautiful People             | ジャスミン・ディズダー         | イギリス                       |
| ベレジーナ Beresina oder Die letzten Tage der Schweiz | ダニエル・シュミット           | スイス オーストリア ドイツ     |
| 海賊版＝BOOTLEG FILM                                  | 小林政広                       | 日本                           |
| 他者 L'autre                                          | ユーセフ・シャヒーン           | エジプト                       |
| Garage Olimpo                                         | マルコ・ベキス                 | イタリア アルゼンチン フランス |
| ラスト・ハーレム Harem Suare                          | フェルザン・オズペテク         | フランス イタリア トルコ       |
| If I Give You my Humbleness, Don't Take Away my Pride | カリン・ベステルンド           | デンマーク スウェーデン        |
| Judy Berlin                                           | エーリヒ・メンデルゾーン       | アメリカ合衆国                 |
| La genese                                             | シェイク・ウマール・シソコ     | マリ                           |
| Les Passagers                                         | ジャン＝クロード・ギゲ         | フランス                       |
| 死の玉座 Marana Simhasanam                            | ムラリ・ナイール               | インド                         |
| ナディアと不器用な男たち Nadia et les hippopotames    | ドミニク・カブレラ             | フランス                       |
| Peau neuve                                            | エミリ・ドゥルーズ             | フランス                       |
| ボクと空と麦畑 Ratcatcher                             | リン・ラムジー                 | イギリス                       |
| シチリア! Sicilia!                                    | ストローブ＝ユイレ             | フランス                       |
| ルアンの歌 So Close to Paradise                       | 王小帥                         | 中国                           |
| Zheng hun qi shi (The Personals)                      | チェン・クォフー               | 台湾                           |
| The Shade                                             | ラファエル・ナジャリ           | フランス                       |
| 5シリングの真実 The Winslow Boy                       | デヴィッド・マメット           | アメリカ合衆国                 |
| Vanaprastham                                          | Shaji N. Karun                 | インド フランス                |
| Xing Fu Jin Xing Qu                                   | リン・チェンシン               | 台湾                           |

### 特別招待作品
- イギリスから来た男 - スティーヴン・ソダーバーグ（アメリカ）
- エドtv - ロン・ハワード（アメリカ）
- エントラップメント - ジョン・アミエル（アメリカ）
- キンスキー、我が最愛の敵 - ヴェルナー・ヘルツォーク（ドイツ、イギリス）
- シベリアの理髪師 - ニキータ・ミハルコフ（ロシア、フランス他）
- 素敵な歌と舟はゆく - オタール・イオセリアーニ（フランス、スイス、イタリア）
- ドグマ - ケヴィン・スミス（アメリカ）
- 理想の結婚 - オリヴァー・パーカー（イギリス、アメリカ）